# DUKW

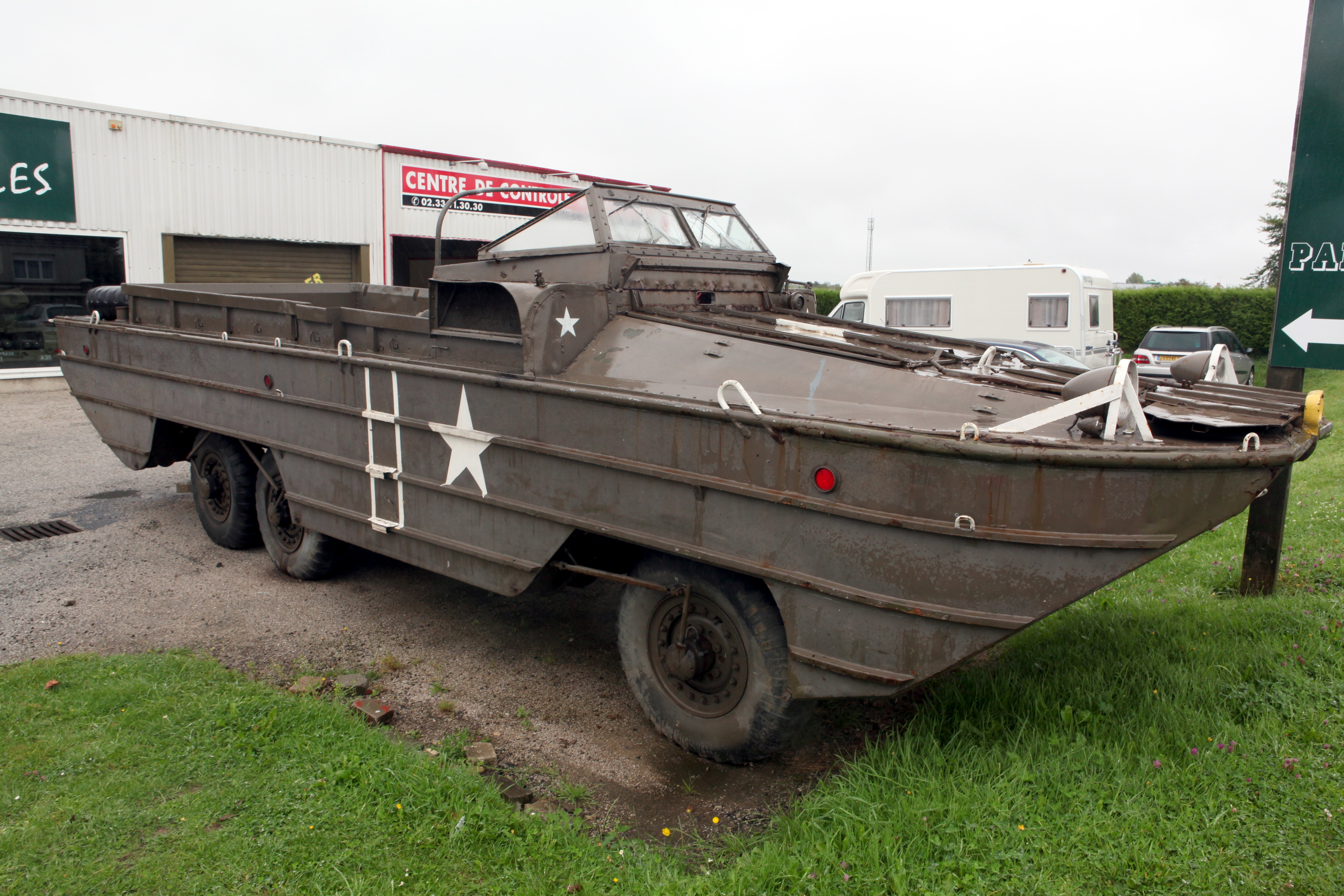
DUKW

DUKW는 미국 제너럴 모터스에서 개발한 수륙양용차량이다. 이런 종류의 수륙 양용 차량은 혼자 힘으로 영국 해협을 횡단 할 수 있는 것처럼 높은 항성이 가능하며, 노르망디 상륙 작전 등에서 활약했다. 제2차 세계 대전 동안 물건과 병력을 수송하였다.

## 같이 보기
- 상륙장갑차